# Объект 530
Объект 530 — советская опытная зенитная самоходная установка. Разработана в конструкторском бюро Завода №174. Серийно не производилась.

## История создания
На основании постановления № 426-211 Совета министров СССР от 17 апреля 1957 конструкторское бюро Завода № 174 приступило к созданию второй своей ЗСУ. Машина должна была оснащаться спаренными 57-мм автоматическими пушками «Ока-1», обладающими повышенной скорострельностью и оснащёнными радиолокационным комплексом «Кама». Разработку комплекса «Кама» вёл НИИ-20. Однако, впоследствии вместо «Камы» было решено использовать радиолокационный-приборный комплекс автономного управления «Волга», обладающий меньшими габаритами. Также специально для «Объекта 530» по указанию НИИ-20 был разработан газотурбинный агрегат питания, конструированием которого занимались НИИ-627 и НАМИ.
В 1958 году под руководством ведущего инженера Г. В. Мазепы был выполнен технический проект машины, а затем изготовлен макет. На этом работы по «Объекту 530» были закончены. Причиной стало создание более совершенных ЗСУ, использовавших 30-мм и 37-мм малокалиберные автоматические пушки.

## Модификации
На базе ЗСУ «Объект 530» был разработан проект командирского варианта машины, позволявший опознавать и обнаруживать летящие цели на высотах до 6—7 тысяч метров. Машина должна была снабжаться радиолокационным комплексом «Иртыш». Кроме того командирский вариант был способен управлять и выдавать целеуказания батареям подчинённых ЗСУ. Разработкой модифицированного варианта занималось КБ Завода № 174 совместно с НИИ-208.